# Condado de Mellette
El condado de Mellette (en inglés: Mellette County, South Dakota), fundado en 1909,  es uno de los 66 condados en el estado estadounidense de Dakota del Sur. En el 2000 el condado tenía una población de 2083 habitantes en una densidad poblacional de 0 personas por km².

## Geografía
Según la Oficina del Censo, el condado tiene un área total de 3392 km² (1309,7 mi²), de la cual 1384 km² (534,4 mi²) es tierra y 8 km² (3,1 mi²) es agua.

### Condados adyacentes
- Jones - norte
- Lyman - noroeste
- Tripp - este
- Todd - sur
- Jackson - oeste

## Demografía
En el 2000 la renta per cápita promedia del condado era de $23 219, y el ingreso promedio para una familia era de $25 221. El ingreso per cápita para el condado era de $10 362. En 2000 los hombres tenían un ingreso per cápita de $17 989 versus $17 989 para las mujeres. Alrededor del 35.80% de la población estaba bajo el umbral de pobreza nacional.
|      | \| Año \| Población \| \| ---- \| --------- \| \| 1900 \| \| \| 1910 \| 1700 \| \| 1920 \| 3850 \| \| 1930 \| 5293 \| \| 1940 \| 4107 \| \| 1950 \| 3046 \| \| 1960 \| 2664 \| \| 1970 \| 2420 \| \| 1980 \| 2249 \| \| 1990 \| 2137 \| \| 2000 \| 2083 \| |
| Año  | Población |
| 1900 | |
| 1910 | 1700 |
| 1920 | 3850 |
| 1930 | 5293 |
| 1940 | 4107 |
| 1950 | 3046 |
| 1960 | 2664 |
| 1970 | 2420 |
| 1980 | 2249 |
| 1990 | 2137 |
| 2000 | 2083 |

## Ciudades y pueblos
- White River
- Wood

## Mayores autopistas
- Carretera de U.S.  83
- Carretera de Dakota del Sur 44
- Carretera de Dakota del Sur 53
- Carretera de Dakota del Sur 63